# Konventsmesse
Eine Konventsmesse (lat. missa conventualis, missa in choro; auch: Konventmesse, Kommunitätsmesse) ist in der römisch-katholischen Kirche die tägliche heilige Messe, die in einem Kloster für die Mitglieder der Ordensgemeinschaft, den Konvent, gefeiert wird. 
Seit dem Hochmittelalter war das tägliche Konventamt fester Bestandteil der Lebensordnung in Klöstern und klösterlich verfassten Kollegiatkapiteln und Stiften. Es gehörte neben den Tagzeiten des Stundengebets zum Offizium der Klostergemeinschaft, bildete dessen Höhepunkt und wurde nach der Terz als Levitenamt gefeiert, bei dem in Männerklöstern und Klerikerstiften Diakon und Subdiakon dem Priester assistierten.
Im 11. bis 13. Jahrhundert wurde vorübergehend, ausgehend von der Abtei Cluny, vornehmlich bei Benediktinern und Prämonstratensern eine zweite Konventsmesse am Tage üblich, die missa matutinalis neben der missa maior.  
Im 19. und 20. Jahrhundert, nach der Säkularisierung vieler Klöster und Stifte und der Zunahme von außerhalb ihres Klosters karitativ oder seelsorgerlich tätigen Ordensgemeinschaften, setzte sich die missa cantata als Form der täglichen Konventsmesse durch, die levitierte missa sollemnis wurde auf Sonn- und Festtage beschränkt; bei den Kapuzinern war ohnehin die Konventsmesse als missa lecta üblich, ähnlich wie bei den Jesuiten. Im 20. Jahrhundert war in besonderen Fällen auch die neu entstandene Gemeinschaftsmesse als Konventsmesse zugelassen.
Das Zweite Vatikanische Konzil ermöglichte die Konzelebration aller Priester eines Konvents als eine Form der Konventsmesse. Wird die tägliche Konventsmesse in feierlicher Form – etwa mit Gregorianischem Choral – gehalten, bezeichnet man diese Messfeier als Konventsamt oder klösterliches Hochamt.